# Port-de-Lanne
Port-de-Lanne é uma comuna francesa na região administrativa da Nova Aquitânia, no departamento Landes. Estende-se por uma área de 12,79 km². Em 2010 a comuna tinha 1 144 habitantes (densidade: 89,4 hab./km²).